# انانداپور، بنگلادش
انانداپور، بنگلادش (به لاتین: Anandapur, Bangladesh) یک منطقهٔ مسکونی در بنگلادش است که در استان چیتاگونگ واقع شده‌است.